# Raymond Espinose
 (avril 2020).
Améliorez-le ou discutez des points à vérifier. 
Raymond Espinose, né le 18 mai 1949 au Bousquet d'Orb (Hérault), est un écrivain, professeur et universitaire français.

## Éléments biographiques
- Études universitaires à la Faculté des Lettres de Pau, puis à l'Université Michel de Montaigne-Bordeaux III.
- Doctorat en Littérature française et comparée (1988).
- Habilitation à diriger des recherches (1993).
- Chargé de cours à la Faculté des Lettres de Pau (1989-1995).
- Chevalier des Arts et des Lettres (1999).

## L'œuvre
Les thèmes de l’émancipation et de l’autonomie, de l’appartenance à soi et de la souveraineté, parcourent l'ensemble de l'œuvre. Dans ses fictions, Raymond Espinose utilise une langue claire et mesurée ; son style sobre, maîtrisé est d'une grande efficacité ; son écriture excelle dans la fluidité.
La jeunesse d'esprit caractérise ses personnages ; la liberté, les concessions que l'on doit accepter pour vivre une vie libre sont les motifs dominants de ses fictions teintées d'« un humanisme souvent tendre, parfois cru. »

## Liste des œuvres
Poèmes
- Remonter le fleuve, Éditions Orizons, 2022.

Essais
- Jacques Prévert, Une éthique de l'homme, Éditions du Monde libertaire, 2007.
- Albert Cossery, Une éthique de la dérision, Éditions Orizons, 2008.
- Boris Vian, Un poète en liberté, Éditions Orizons, 2009.
- Henri-François Rey essayiste, Les sentiers de l'utopie, Éditions Orizons, 2018.
- Horizons intérieurs, Éditions Orizons, 2020.
- Figures du narrateur dans la fiction autobiographique, Éditions du 26 octobre, 2022.
- Carnets et journaux : figures du diariste, Éditions du 26 octobre, 2022.

Nouvelles
- Mauvaises nouvelles de la liberté, Éditions du Monde libertaire, 2007.
- Dernières  nouvelles de la liberté, Éditions du Monde libertaire, 2008.
- Libertad, Éditions Orizons, 2010.

Romans
- La vacance, La Presse à épreuves, 1980. Réédition Éditions Orizons, 2020.
- Pauline ou La courbe du ciel, Editions Orizons, 2011.
- Villa Dampierre, Éditions Orizons, 2015.
- Plus jamais nulle part, Éditions Alexipharmaque, 2017.
- La réponse faite à Mona, Éditions Alexipharmaque, 2019.

Écrits intimes
- Lisières, Carnets 2009-2012, Éditions Orizons, 2013.
- Distances, Carnets 2012-2015, Éditions Orizons, 2017.
- Portulans, Carnets 2015-2018, Éditions Orizons, 2019.
- Incidences, Carnets 2018-2021, Éditions Orizons, 2021.
- Embruns et récifs, Carnets 2021-2023, Éditions Orizons, 2023.
- Aubes pâles et lunes noires, Carnets 2023-2024, Éditions Orizons, 2024.
- Sources, fontaines et cascades, Carnets 2024-2025, Éditions Orizons, 2025.

Travaux universitaires
- Espaces, figures, discours, dans la fiction autobiographique, des années 1960 aux années 1980, Université Michel de Montaigne – Bordeaux III, 1988.
- Le journal intime en France, des années 1960 aux années 1980, Université Michel de Montaigne—Bordeaux III, 1993.

Préfaces
- Gustave Guiches, Céleste Prudhomat, Editions du 26 octobre, 2023.
- Francis Labarthe, Des traces dans le ciel, Les écrivains aviateurs, Editions du Lys bleu, 2024.
- Francis Poictevin, Seuls, Editions du 26 octobre, 2024.
- Francis Labarthe, De l'encre sur l'écume, les écrivains de la mer, ICM, 2025.

Consacrés à Raymond Espinose
- Bruno Robaly, Raymond Espinose - Portraits, lectures, Éditions Orizons, 2022.
- Françoise Burg / Francis Labarthe, Raymond Espinose - Quinze ans d'intime, Editions Orizons, 2024.

### Documentation
- Rachel Langford et Russell West, Marginal Voices, Marginal Forms: Diaries in European Literature and History, Amsterdam/Atlanta, GA, 1999, 211 pp., lire en ligne.
- Manuel Braganca, French Studies : Literature, 1945 to 1999, The Year's Work in Modern Language Studies, Modern Humanities Research Association, Vol. 71, 2009, pp. 181–204, lire en ligne, jstor.